# Eristalinae
Eristalinae jsou jednou ze čtyř podčeledí čeledi pestřenkovitých (Syrphidae). Současné molekulárně fylogenetické studie však naznačují, že se nejedná o přirozenou (monofyletickou) skupinu, nýbrž několik linií blíže či vzdáleněji příbuzných pestřenkám ze skupin Pipizinae a Syrphinae. Do této skupiny patří celá řada velmi přesvědčivých mimetiků vos, včel i čmeláků. Mnohé druhy této skupiny však žádné mimikry nevyužívají a jsou zbarveny podobně jako obyčejné mouchy.
Většina druhů této skupiny se v dospělosti živí pylem a nektarem z květů rostlin, čímž mohou sloužit jako významní opylovači. Některé druhy z této skupiny (např. rod Xylota) se však zaměřují spíše na pyl větrosprašných rostlin, který nejčastěji sbírají na listech stromů. Larvy pestřenek z podčeledi Eristalinae jsou nejčastěji saprofágní, můžeme je najít v loužích, v půdě, v blátě, dendrotelmech apod., do této skupiny však patří také druhy parazitující v hnízdech sociálních blanokřídlých (např. rod Volucella) či herbivorní skupiny živící se zejména kořeny rostlin (např. rody Merodon, Eumerus, nebo některé druhy rodu Cheilosia).